# Levan Township
Die Levan Township ist eine von 16 Townships im Jackson County im Südwesten des US-amerikanischen Bundesstaates Illinois. Im Jahr 2010 hatte die Levan Township 850 Einwohner.

## Geografie
Die Levan Township liegt rund 20 km östlich des Mississippi, der die Grenze zu Missouri bildet. Die Mündung des Ohio an der Schnittstelle der Bundesstaaten Illinois, Missouri und Kentucky befindet sich rund 110 km südlich.
Die Levan Township liegt auf 37° 49′ N, 89° 26′ W und erstreckt sich über 95,1 km², die sich auf 86,7 km² Land- und 8,4 km² Wasserfläche verteilen. Der Kinkaid Lake, ein durch Aufstauen umliegender Bäche entstandener Stausee, liegt im südlichen Zentrum der Township.
Die Levan Township liegt im nordwestlichen Zentrum des Jackson County und grenzt im Norden an die Ora Township, im Nordosten an die Vergennes Township, im Osten an die Somerset Township, im Südosten an die Murphysboro Township, im Süden an die Sand Ridge Township, im Südwesten an die Fountain Bluff Township, im Westen an die Kinkaid Township sowie im Nordwesten an die Bradley Township.

## Verkehr
Durch die Levan Township verläuft als wichtigste Straße die County Road 7. Alle weiteren Straßen sind County Roads oder weiter untergeordnete und zum Teil unbefestigte Fahrwege.
Mit dem Southern Illinois Airport befindet sich rund 20 km östlich der Levan Township ein Regionalflughafen. Der nächstgelegene größere Flughafen ist der Lambert-Saint Louis International Airport (rund 150 km nordwestlich).

## Demografische Daten
Nach der Volkszählung im Jahr 2010 lebten in der Levan Township 850 Menschen in 332 Haushalten. Die Bevölkerungsdichte betrug 9,8 Einwohner pro Quadratkilometer. In den 332 Haushalten lebten statistisch je 2,56 Personen. 
Ethnisch betrachtet setzte sich die Bevölkerung zusammen aus 97,5 Prozent Weißen, 0,8 Prozent Afroamerikanern, 0,8 Prozent amerikanischen Ureinwohnern sowie 0,4 Prozent Asiaten; 0,5 Prozent stammten von zwei oder mehr Ethnien ab. Unabhängig von der ethnischen Zugehörigkeit waren 0,9 Prozent der Bevölkerung spanischer oder lateinamerikanischer Abstammung. 
21,4 Prozent der Bevölkerung waren unter 18 Jahre alt, 64,2 Prozent waren zwischen 18 und 64 und 14,4 Prozent waren 65 Jahre oder älter. 49,2 Prozent der Bevölkerung war weiblich.
Das mittlere jährliche Einkommen eines Haushalts lag bei 49.515 USD. Das Pro-Kopf-Einkommen betrug 20.681 USD. 9,7 Prozent der Einwohner lebten unterhalb der Armutsgrenze.

## Ortschaften
Neben Streubesiedlung existieren auf dem Gebiet der Levan Township keine Siedlungen. 